# Akutan (Alaska)
Pour les articles homonymes, voir Akutan.
Akutan est une localité d'Alaska aux États-Unis dans le Borough des Aléoutiennes orientales dont la population était de 1 027 habitants en 2010.

## Situation - climat
Elle est située sur l'île Akutan, qui appartient aux îles Fox dans l'est des îles Aléoutiennes, à 56 km d'Unalaska et à 1 233 km à vol d'oiseau d'Anchorage.
Elle bénéficie d'un climat océanique avec des hivers doux et de la brume en été. Les températures vont de 13 °C en été à −6 °C en hiver.

## Histoire
Akutan a commencé par être un comptoir et une réserve de fourrures de la Western Fur & Trading Company en 1878. La compagnie installa aussi une usine de traitement du poisson, laquelle attira la population locale. Une église orthodoxe et une école ont été construites la même année. La chapelle saint Alexandre Nevski a remplacé l'ancienne église en 1918.
La Pacific Whaling Company ouvrait une station de conditionnement en 1912. C'était la seule industrie de ce type, et elle a fonctionné jusqu'en 1939.
Après l'attaque japonaise sur Unalaska durant la Seconde Guerre mondiale en juin 1942, le gouvernement américain évacua les habitants d'Akutan. Le village n'a été rétabli qu'en 1944, mais une partie des habitants refusèrent de le réintégrer.

## Démographie
| Groupe               | Akutan | Alaska | États-Unis |
| -------------------- | ------ | ------ | ---------- |
| Asiatiques           | 43,3   | 5,4    | 4,8        |
| Blancs               | 23,3   | 66,7   | 72,4       |
| Afro-Américains      | 17,9   | 3,3    | 12,6       |
| Autochtones d'Alaska | 5,5    | 14,8   | 0,9        |
| Métis                | 4,7    | 7,3    | 2,9        |
| Autres               | 3,9    | 1,6    | 6,2        |
| Océaniens            | 1,5    | 1,1    | 0,2        |
| Total                | 100    | 100    | 100        |
|                      |        |        |            |
| Latino-Américains    | 20,8   | 5,5    | 16,7       |

| 1880 | 1890 | 1920 | 1930 | 1940 | 1950 |
| ---- | ---- | ---- | ---- | ---- | ---- |
| 65   | 80   | 66   | 71   | 80   | 86   |

| 1960 | 1970 | 1980 | 1990 | 2000 | 2010  |
| ---- | ---- | ---- | ---- | ---- | ----- |
| 107  | 101  | 169  | 589  | 713  | 1 027 |

En 2010, Akutan est la localité d'Alaska au pourcentage le plus élevé d'Afro-Américains et de Latinos-Américains.
Selon l'American Community Survey, pour la période 2011-2015, 37,44 % de la population âgée de plus de 5 ans déclare parler le tagalog à la maison, 21,86 % l'anglais, 18,16 % l'espagnol, 17,94 % une langue africaine, 1,35 % une langue polynésienne, 0,78 % une langue chinoise, 0,67 % le polonais et 0,79 % une autre langue.

## Activités locales

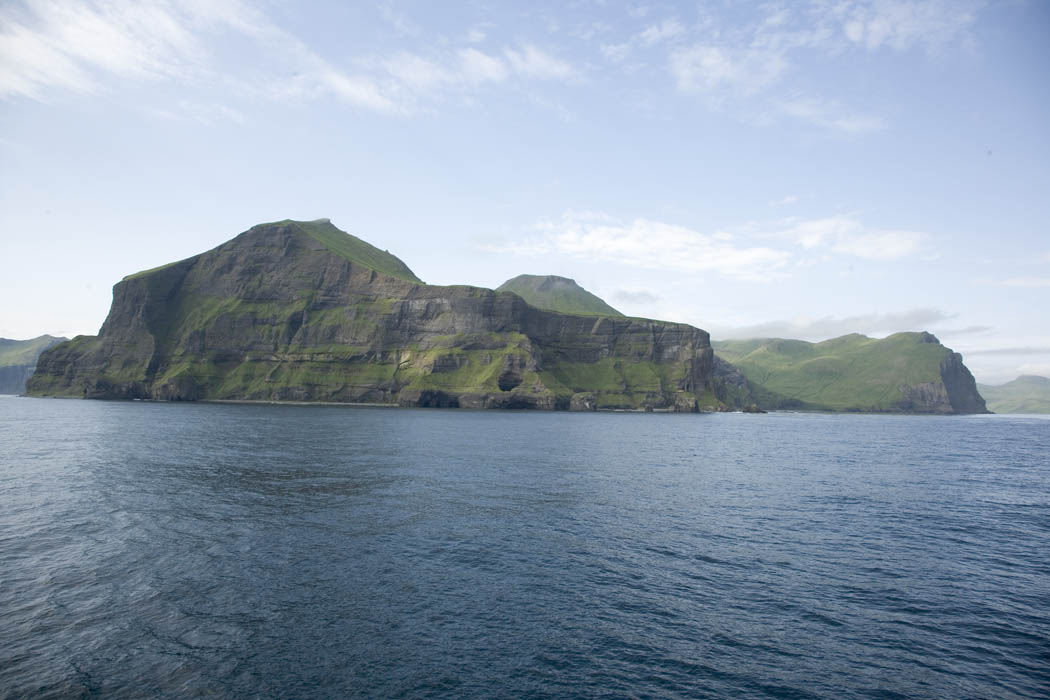
L'île Akutan

La principale activité du village est le traitement du poisson et autres produits de la mer ainsi que leur commercialisation.
Les seuls moyens d'accès sont les bateaux et les hydravions, le terrain ne permettant pas de construire une piste d'aérodrome. Entre mai et octobre un ferry relie l'île à l'Île Kodiak.